# Hagenohe (Creußen)
Hagenohe (oberfränkisch: Haagnoh) ist ein Gemeindeteil der Stadt Creußen im Landkreis Bayreuth (Oberfranken, Bayern). Hagenohe liegt in der Gemarkung Boden.

## Lage
Der Weiler liegt in einer Waldlichtung östlich der Bahnstrecke Nürnberg–Cheb und des Roten Mains und an einem namenlosen rechten Zufluss des Gosenbachs der beim Ort in diesen mündet. Eine Gemeindeverbindungsstraße führt über die Sägmühle und die Bundesstraße 2 kreuzend nach Lankenreuth (1,8 km südwestlich).

## Geschichte
Der Ort wurde 1396/99 als „Alten Hagenaw“ erstmals urkundlich erwähnt. Der Ortsname bedeutet Aue im Hegewald. Die Herren von Nanckenreuth erhielten den Ort von Brandenburg-Kulmbach zu Lehen. Im 18. Jahrhundert fiel dieses Lehen wieder heim. Von 1791/92 bis 1810 unterstand Hagenohe dem preußische Justiz- und Kammeramt Bayreuth.
Mit dem Gemeindeedikt (frühes 19. Jahrhundert) wurde Hagenohe dem Steuerdistrikt Creußen und der Ruralgemeinde Bühl zugewiesen. Im Rahmen der Gebietsreform in Bayern wurde Hagenohe am 1. Januar 1972 in die Stadt Creußen eingegliedert.